# Elecciones parlamentarias de Portugal de 1949
Elecciones parlamentarias se celebraron en Portugal el 13 de noviembre de 1949. Tras la retirada tardía de la oposición democrática, sólo ocho candidatos de la oposición se presentaron en contra de la Unión Nacional, que acabó ganado todos los 120 escaños, de los cuales 13 eran de colonias portuguesas.
Se concedió el sufragio a todos los hombres de 21 años o más, siempre y cuando estuvieran alfabetizados o pagaran más de 100 escudos en impuestos, y a las mujeres mayores de 21 años que hubieran completado la educación secundaria o fueran cabeza de familia, y cumplieran los mismos criterios de alfabetización y de impuestos que los hombres.
Las elecciones se llevaron a cabo con 21 circunscripciones electorales de múltiples candidatos y una circunscripción con un solo candidato para las Azores. Los votantes podían eliminar nombres de las listas de candidatos, pero no podían reemplazarlos.
La oposición democrática se retiró poco antes del día de las elecciones. Esto dejó solamente a ocho candidatos de la oposición en dos listas; una lista regionalista en Castelo Branco que incluía al ex primer ministro Francisco Cunha Leal y una lista de Independientes Agrarios en Portalegre que incluía al monárquico José Pequito Rebelo.
El comunista Movimiento Nacional Democrático y el Movimiento Juvenil por la Unión Democrática boicotearon las elecciones en protesta por la falta de libertad.

## Resultados
| Partido                            | Votos     | %    | Escaños |
| ---------------------------------- | --------- | ---- | ------- |
| Union Nacional                     |           |      | 120     |
| Independientes Agrarios            |           |      | 0       |
| Regionalistas                      |           |      | 0       |
| Votos nulos/en blanco              |           | –    | –       |
| Total                              | 927,264   | 100  | 120     |
| Votantes registrados/participación | 1,223,172 | 75.8 | –       |
| Fuente: Nohlen & Stöver            |           |      |         |